# 天氣 (蘋果)
天氣是由蘋果公司开发的天气预报移动应用程序，2007 年 ，該應用程序與第一代iPhone和IPhone OS 1一同发布。用户可以通過該程序查看设备当前位置以及许多城市的天氣预報、温度和其他相关內容。該應用程序也可用于WatchOS和Apple Watch设备，但功能有限。